# Walibi Holland
Walibi Holland (inicialmente inaugurado como Flevohof y posteriormente Walibi Flevo/ Six Flags Holland/ Walibi Word) es un parque temático de la cadena Compagnie des Alpes ubicado en Biddinghuizen, Flevoland en los Países Bajos.  
El nombre 'Walibi' deriva de las dos primeras letras de las tres ciudades belgas que rodean a Walibi Belgium, el primer parque de la cadena. Wavre - Limal - Bierges. 
Es el segundo mayor parque de los Países Bajos, sólo superado por el parque temático Efteling (en Brabante Septentrional). En su país es famoso por sus grandes festivales de música que celebra en verano, así como campamentos de escultismo.
El parque tuvo su época dorada a principios de la década de los 2000, cuando pasó a manos de la multinacional americana Six Flags.

## Historia

### Etapa Flevehof
Nació con el nombre de Flevohof en 1971 y se inauguró como un parque temático educativo. Su temática inicial era la agricultura y ganadería, incluyendo la recreación de un poblado indio y numerosas representaciones de artesanos tradicionales.

### Etapa Walibi Flevo
Después de haber luchado por incluir y competir con las más modernas atracciones familiares, Flevohof se declara en quiebra en 1993. En otoño de ese mismo año el parque fue adquirido por el grupo Walibi, el cual reconstruyó el recinto en un parque de atracciones al uso. Después de un invierno en obras, el 7 de mayo de 1994 el parque reabre sus puertas como Walibi Flevo incluyendo además su primera gran montaña rusa, una SLC de la empresa Vekoma llamada 'El Condor'. El parque también adoptó la mascota Ualabí de su parque hermano, el Walibi Wavre en Bélgica, ahora conocido como Walibi Belgium. En 1996 se añade la caída libre controlada 'Space Shot', por aquel entonces una de las mayores atracciones del parque.

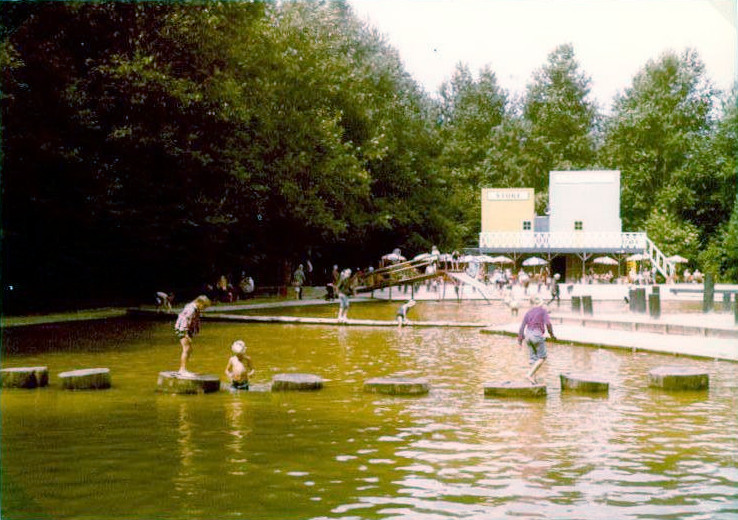
El parque en su etapa inicial como Fevohof

### Etapa Six Flags Holland
En 1998 el Grupo Walibi al completo fue comprado por Premiere Inc., la multinacional que gestionaba los parques Six Flags. Esto supuso la construcción durante dos años (1998-2000) de unas 30 nuevas atracciones como parte de la transformación a Six Flags Holland y la pérdida de la marca Walibi en el año 2000. De esta forma Six Flags empezó una expansión en Europa al comprar también Walibi Belgium e inaugurar en España el parque temático Movie World Madrid. 
Durante esta etapa el parque se benefició de la marca Six Flags incluyendo a los personajes de Warner Bros., entre los que destacan la creación de una nueva área de los Looney Tunes y la montaña rusa de Superman The Ride (actualmente llamada 'Xpress: Platform 13'. En este periodo también se inauguran las nuevas montañas rusas: Goliath, Robin Hood, La vía volta (actualmente llamada Speed of Sound) y Flying Dutchman Gold Mine (una Wild Mouse desmantelada en 2010).
Como curiosidad, el parque fue recreado de forma oficial y aparecía como un escenario del videojuego para ordenadorRollerCoaster Tycoon 2, publicado en 2002.

### Etapa Walibi World
En 2004 Six Flags Holland y el resto de parques que fueron comprados en 1998 cambiaron nuevamente de dueño. En esta ocasión fueron adquiridos por Palamon Capital Partners. Se hizo un estudio para realizar el nuevo cambio de nombre y se descubrió que aproximadamente el 75% de los encuestados veía aún a la marca Walibi con reputación positiva. El agregado de "World" fue añadido debido al gran prestigio que había cosechado el parque en su etapa Six Flags.

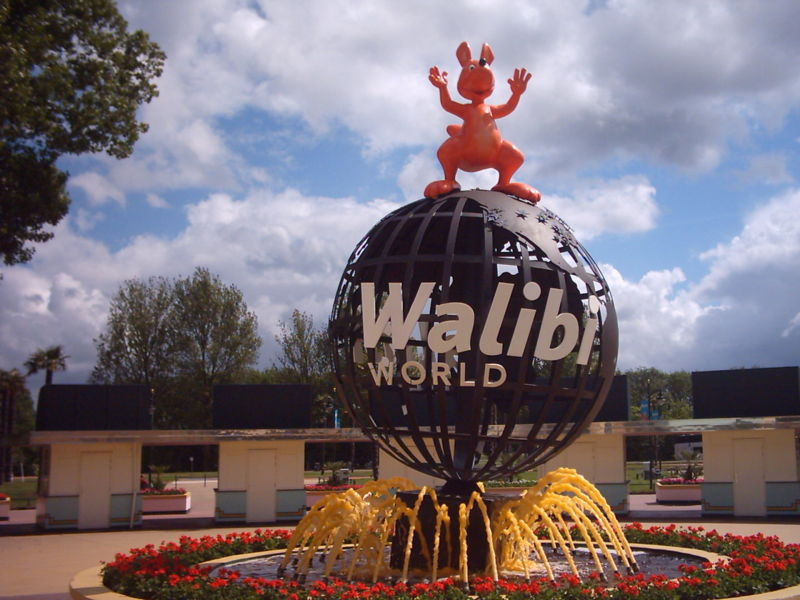
Entrada al parque en la época Walibi World.

Fue entonces en el año 2005 cuando Walibi World reabrió sus puertas. Lo hizo sin los personajes de los Looney Tunes, los cuales fueron sustituidos por la mascota del parque y algunos personajes nuevos, así como sin ninguna licencia de Warner Bros. El área 'Bugs Bunny World' pasó a llamarse 'Walibi Play Land' y la montaña rusa 'Superman: The Ride' a 'Xpress: Platform 13', además de muchos otros cambios.
En la segunda mitad del año 2006 Walibi World y el resto de parques Walibi son vendidos por cuarta vez. Compagnie des Alpes es el nuevo y actual propietario a fecha de 2016. Esta empresa posee muchos otros parques en Europa como por ejemplo el Parc Astérix en Francia.

### Etapa Walibi Holland
El 20 de enero de 2011 se anunció que el parque dejaría de llamarse Walibi World. El 2 de febrero de 2011 en una rueda de prensa se da a conocer el nombre definitivo del parque: Walibi Holland, así como la noticia de que el parque pasaría por una fase de renovación de 5 años. En dicha fase se dio un aspecto más juvenil al parque y se retematizaron varias áreas. La más llamativa fue la eliminación del área de Italia convirtiéndola en 'W.A.B. Plaza', un área dedicada a la música electrónica. Esta reconversión supuso la reapertura de 'La Vía Volta' como: 'Speed of Sound', la montaña rusa de tipo Boomerang que permanecía cerrada desde el año 2007.
Entre otras mejoras, el parque incluyó un gran escenario para conciertos en su avenida principal, añadió el sistema Fast Lane para montar en las atracciones sin esperar colas, se inauguró el primer hotel del parque: Walibi Village y en el año 2016 abrió la nueva montaña rusa de Mack Rides 'Lost Gravity'.

## Atracciones

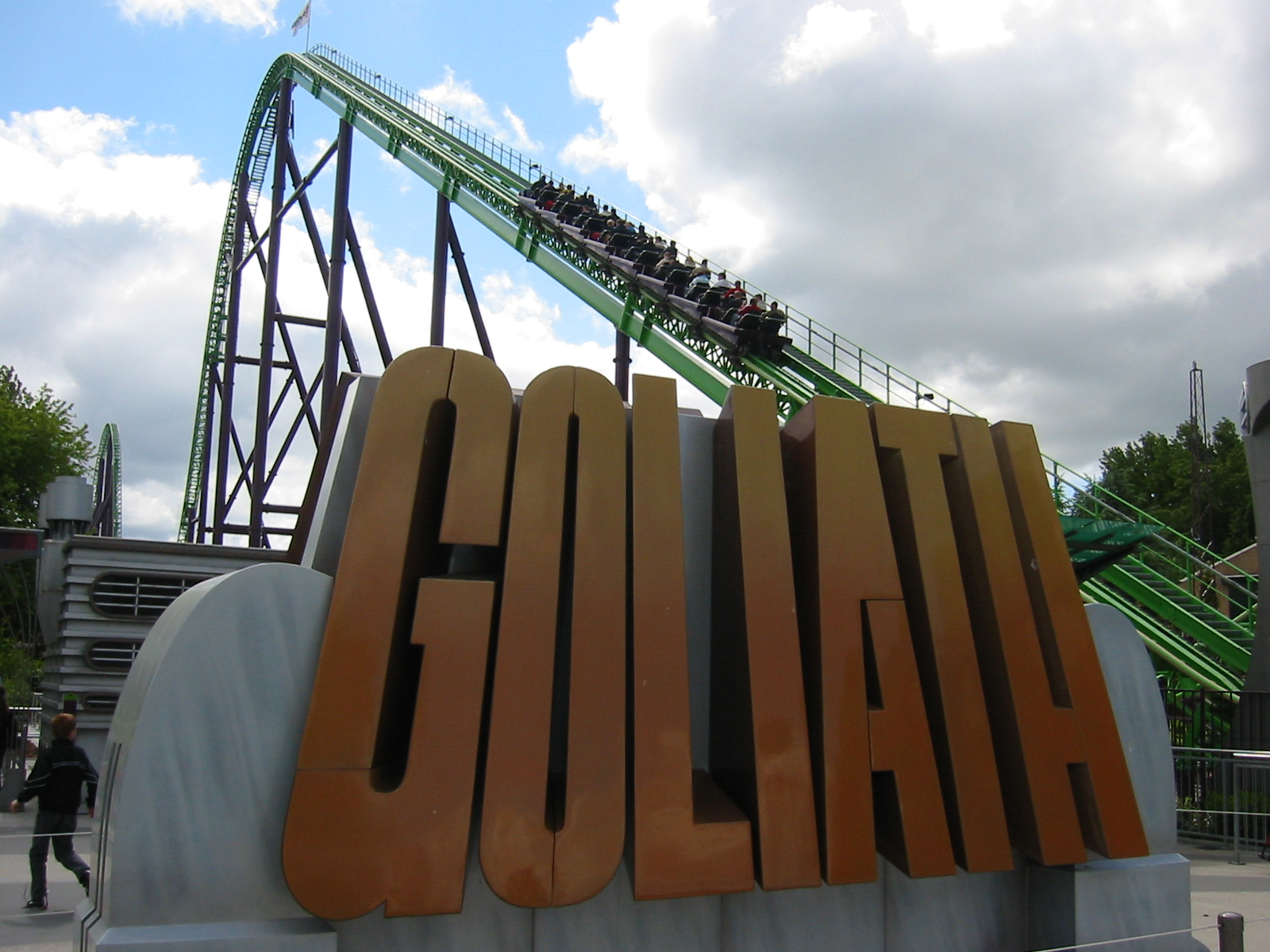
Goliath

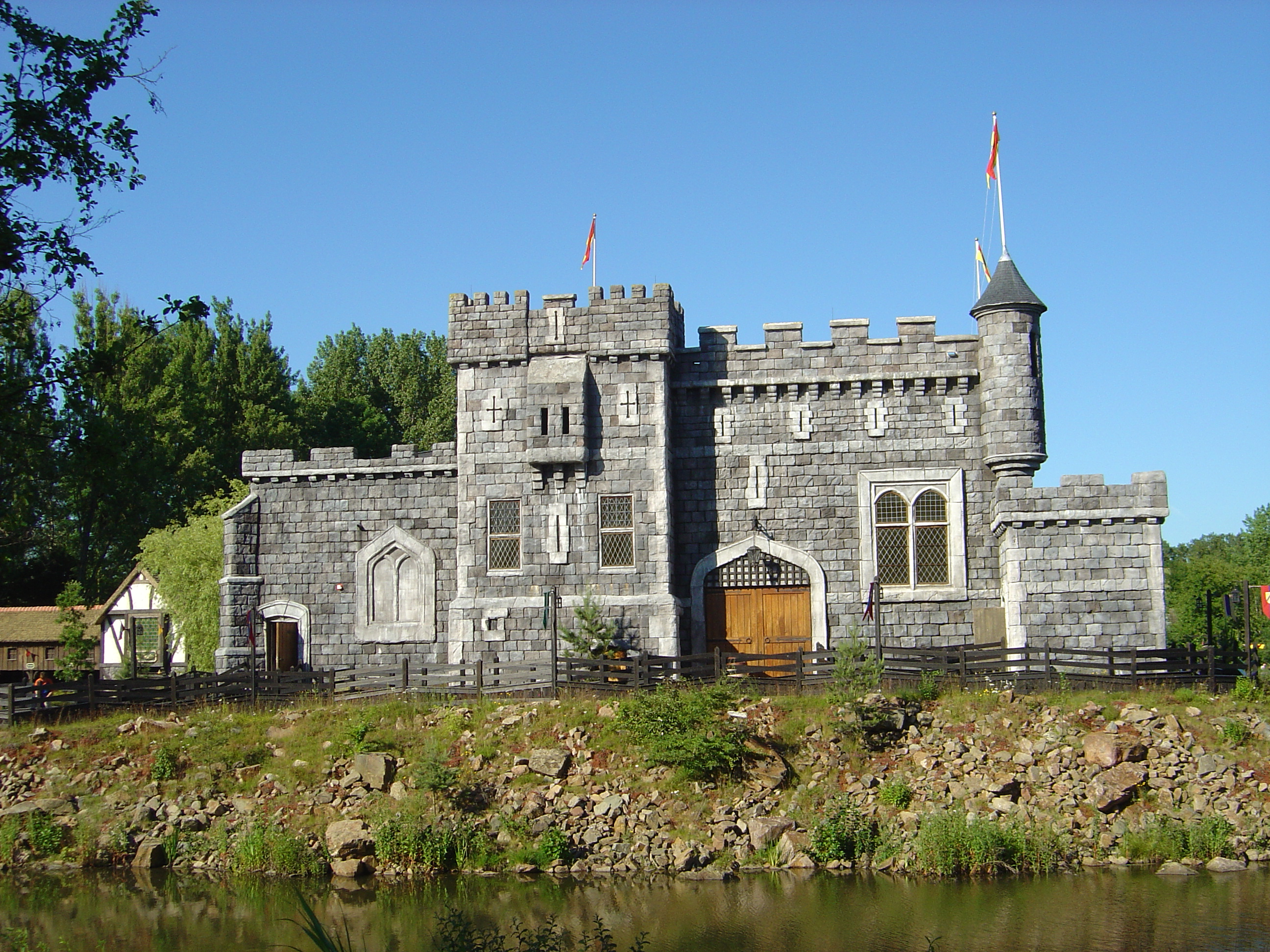
Merlin's Magic Castle

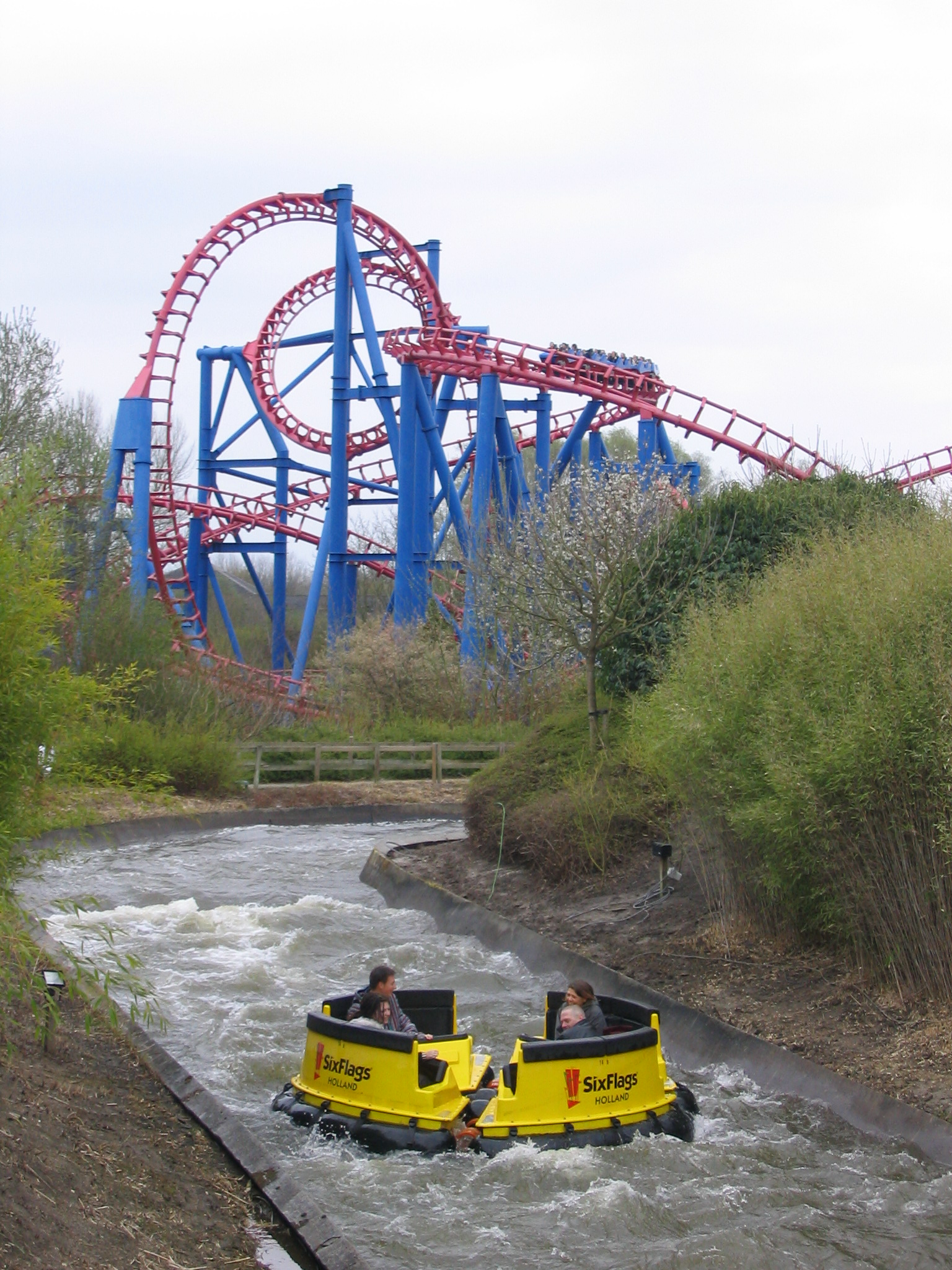
El Río Grande

Atracciones Intensas
- El Condor
- Excalibur
- Skydiver
- G-Force
- Speed Of Sound
- Il Gladiatore
- Goliath
- Robin Hood
- Space Shot
- Xpress
- Tomahawk

Atracciones Familiares
- Mini Taxis
- Le Tour des Jardins
- Tequila's Taxi
- Cavalli Barocca
- La Fortuna
- La Grande Roue
- Les Petits Cheveux
- Los Sombreros
- Merlin's Magic Castle
- Pavillon
- Piccolini
- Go Karts

Atracciones Acuáticas
- El Río Grande
- Crazy River
- Splash Battle